# Видавничий дім «Звязда»
Видавничий дім «Звязда» — редакційно-видавецька установа (РВУ).

## Історія
Створена в листопаді 2012 року. В склад РВУ входять літературно-мистецькі та громадсько-політичні часописи «Полум'я», «Молодість», «Неман», альманах «Їжак», газета «Література та мистецтво», видавничий відділ, що здійснює випуск книг (раніше входили в склад РВУ «Література і мистецтво»), а також газета «Звязда».
Установу очолює Олесь Карлюкевич (з листопада 2012 — виконувач обов'язків, з грудня 2012 — директор, головний редактор РВУ).